# 武田信友
武田 信友（たけだ のぶとも）は、戦国時代の武将。武田信玄の異母弟にあたる。

## 生涯
『甲陽軍鑑』によれば、天文7年（1538年）に武田信虎が嫡男の晴信により甲斐から追放され駿河の今川氏に預けられた翌年の天文8年（1539年）に側室の内藤氏との間に生まれたとされ、『松平記』も駿河追放後に生まれた子としている。

しかしながら、実際には信虎追放は天文10年（1541年）であるため、駿河で生まれたとする所伝が事実であるならば少なくとも生年は天文10年以降と考えられており、平山優は信虎追放の翌年であるとするならば天文11年（1542年）で、同23年（1554年）に13歳で嫡男・信堯を儲けたのではないかとしている。
系図類では信繁と信廉の間に武田信基が見え、通称が似通っていることから信基を信友と同一視して生年を享禄年間と推定する見解も出されているが、平山優は駿河追放後の信虎が信友を晴信に代わる後継者と位置付けて実際に家督を譲っており（「駿河武田氏」）、信基＝信友とすれば、信虎の駿河追放の際に信基だけを同行して弟である信廉以下の男子を駿河に連れていかなかった理由が説明できないとして、信友は駿河追放後に生まれた信虎の末子と位置付けるべきとしている。
武田氏と今川氏は信虎時代より縁戚関係にあったが、晴信時代には甲相駿三国同盟により同盟関係はより強化されていた。信友は甲斐へ行くこともなく、信虎の亡命先の駿河でそのまま今川家臣団に加わり、今川義元・氏真に仕える。桶狭間の戦いで今川義元が戦死した後に武田氏の外交方針が南進路線に転じると、葛山氏元や瀬名信輝とともに、兄の信玄に今川氏の内情を伝える役目を担っていたとされる。やがて今川氏真によって信虎が駿河から追放されると、信友は兄を頼って甲斐に赴き、永禄11年（1568年）12月の駿河侵攻にも呼応した。元亀元年（1570年）には上野介と称する。
武田氏の駿河支配では駿府城支配を任され、信玄の死後も武田勝頼に仕えた。
天正3年（1575年）の長篠の戦いでは敵の旗を見るや穴山信君や子の信堯と共に勝頼よりも先に撤退したため、臆病第一と罵られたとされる（『松平記』・『甲乱記』）が、同年6月1日に出された勝頼書状によれば信友は当時三浦員久、小原宮内丞と共に駿河田中城の在番にあたっていたことが確認出来る。
その後は隠居したが、天正10年（1582年）2月から始まった織田信長による甲州征伐の際に一族と共に滅ぼされた（『甲乱記』）。『信長公記』を典拠として信長の嫡男・織田信忠が甲府を占領した際に捕縛され、3月7日に相川河原で処刑されたとみる見解もあるが、同史料の天正10年3月7日条に見える「武田上総介」は武田信由を指すものとみられている。
なお、阿波武田氏の一族である武田信顕は武田上野介を称し、信虎の追放後の子であるという伝承があることから、この信顕こそが信友であるという指摘もある。